# Alice (oraș)

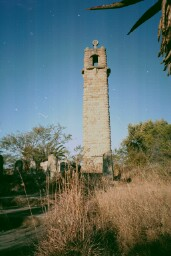
Monument din orașul Alice

Alice este un oraș din Africa de Sud.